# 朱暉 (漢朝)
朱暉，字文季，南陽郡宛縣（今河南省南陽市）人，宋微子的後代。朱暉的外祖父孔休。朱暉的父親朱岑。
朱暉個性矜嚴，進止必以禮，諸儒稱其高。

## 生平
朱暉早孤，有氣決。13歲時，王莽敗亡，中原大亂，與外氏家屬從田閒奔入宛城。路上遇上盜賊，白刃劫諸婦女，掠奪衣物。當其餘人都趴在地上不敢動時，朱暉拔刀怒說：「財物皆可取耳，諸母衣不可得。今日朱暉死日也！」賊見其小，壯其志，笑說：「童子內刀。」遂捨之而去。
漢光武帝即位後，因光武與朱暉父親朱岑曾一起在長安學習，有舊故。漢光武帝要找朱岑時，朱岑已卒，光武乃召朱暉拜為郎。朱暉尋以病去，卒業於太學。
永平初年，新陽侯陰就慕朱暉賢，自往候之，暉避不見。復遣家丞致禮，朱暉遂閉門不受。就聞，歎曰：「志士也，勿奪其節。」
後為郡吏，太守阮況嘗欲買朱暉家的東西，朱暉不從。及阮況卒，暉乃厚贈送其家。時人譏焉，朱暉解釋道：「前阮府君有求於我，所以不敢聞命，誠恐以財貨污君。今而相送，明吾非有愛也。」
後遷任尚書令，以年老多病請求辭職，拜騎都尉，賜錢二十萬。
漢和帝即位後，竇憲北征匈奴，朱暉復上疏諫。不久，朱暉因病逝世。

## 後代
- 朱頡，修儒術，安帝時至陳相。
- 朱穆，朱頡之子。

## 延伸阅读
[在维基数据编辑]
 《後漢書/卷43》，出自范晔《後漢書》
 《東觀漢記》